# 갑천역
갑천역(Gapcheon station, 甲川驛)은 대전광역시 서구 월평동에 있는 대전 도시철도 1호선의 전철역이다.

## 특징
만년교 하저터널로 유성온천역과 연결된다. 만년지하차도 인근의 빌라 단지와 갑천 둔치가 있는 곳에 역이 위치하고 있으며, 출구는 3곳이다. 갑천 건너편에는 홈플러스 유성점이 있으나, 이 역에서 홈플러스 유성점으로 직결되는 다리는 없다. 홈플러스 유성점은 월평역에서 시내버스로 환승하여 가는 것이 더 편리하다. 갑천변은 대부분 빌라 밀집 지역이기 때문에 이용객이 매우 적다.

## 연혁
- 2003년 7월 25일 : 갑천역으로 역명 확정[1]
- 2007년 4월 17일 : 2단계 (정부청사 ~ 반석) 구간 개통과 함께 영업 개시

## 역 구조
2면 2선의 상대식 승강장이 있는 지하역이다. 승강장에는 스크린도어가 설치되어 있다.

### 승강장
| 월평 ↑     |
| \| 상      |
| ↓ 유성온천 |

| 상행 | ● 대전 도시철도 1호선 | 월평 · 시청 · 대전역 · 판암 방면             |
| 하행 | ● 대전 도시철도 1호선 | 유성온천 · 현충원 · 월드컵경기장 · 반석 방면 |

- 승강장 번호는 없다.

## 역 주변
- 갑천둔치
- 패션월드
- 대전교통공사
- 월평1동 행정복지센터
- 대전월평초등학교
- 홈플러스 유성점
- 만년교
- 월평삼거리
- 월평타운아파트
- 성심요양병원

## 승차량 변동
| 역 노선 | 1일 평균 승차 인원 | 1일 평균 승차 인원 | 1일 평균 승차 인원 | 1일 평균 승차 인원 | 1일 평균 승차 인원 | 1일 평균 승차 인원 | 1일 평균 승차 인원 | 1일 평균 승차 인원 | 1일 평균 승차 인원 | 1일 평균 승차 인원 |
| 역 노선 | 2006년             | 2007년             | 2008년             | 2009년             | 2010년             | 2011년             | 2012년             | 2013년             | 2014년             | 2015년             |
| ------- | ------------------ | ------------------ | ------------------ | ------------------ | ------------------ | ------------------ | ------------------ | ------------------ | ------------------ | ------------------ |
| 1호선   | 미개통             | 776                | 929                | 1,074              | 1,095              | 1,122              | 1,096              | 1,143              | 1,120              | 1,068              |
| 1호선   | 2016년             | 2017년             | 2018년             | 2019년             | 2020년             |                    |                    |                    |                    |                    |
| 1호선   | 1,054              | 1,038              | 999                | 993                |                    |                    |                    |                    |                    |                    |

## 갤러리

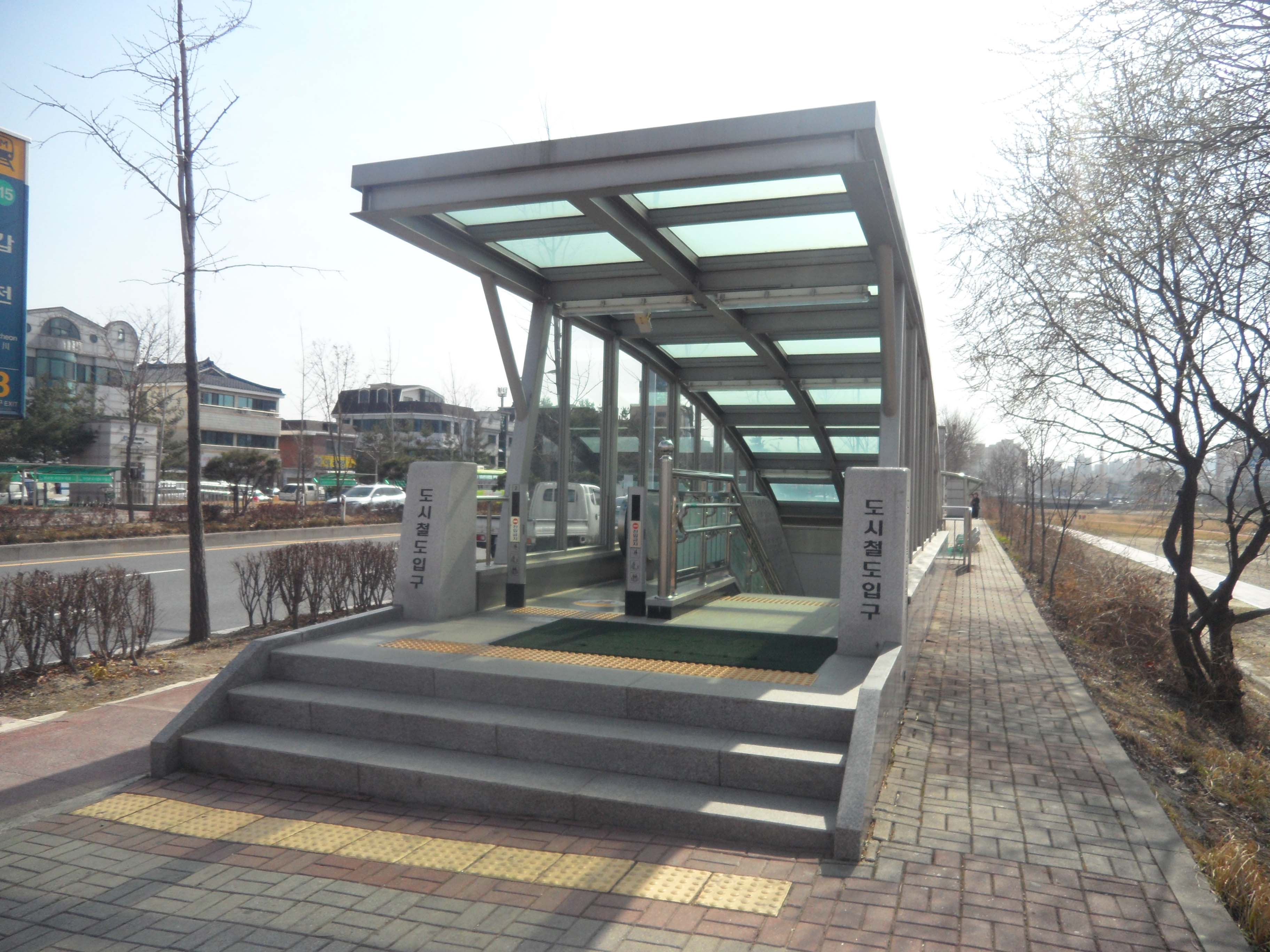
3번 출구

## 인접한 역
| 대전 도시철도 1호선 | 대전 도시철도 1호선   | 대전 도시철도 1호선    |
| ------------------- | --------------------- | ---------------------- |
| 114 월평 판암 방면  | ● 대전 도시철도 1호선 | 116 유성온천 반석 방면 |